# 國際電機
國際電機（日语：株式会社KOKUSAI ELECTRIC、日语：、東證1部：6525）是一家總部位於日本東京都千代田區的半導體企業，其前身是日立國際電氣的半導體製造裝置部門。2023年10月25日，該公司在東京證券交易所上市。

## 外部連結

- 株式会社KOKUSAI ELECTRIC （页面存档备份，存于）（日語）
- Global Site | KOKUSAI ELECTRIC （页面存档备份，存于）（英文）